# Wałcz
Wałcz (in tedesco Deutsch Krone) è una città polacca del distretto di Wałcz nel voivodato della Pomerania Occidentale.
Ricopre una superficie di 38,16 km² e nel 2007 contava 26 226 abitanti.